# Siegler des Königs
Der Siegler des Königs (oder Siegler des unterägyptischen Königs) war im Alten Ägypten ein besonders wichtiger und besonderer Titel. Er war nur Personen von besonders hohem Rang vorbehalten. Im späteren Verlauf der Geschichte erlebte der Titel nebst seinen Abwandlungen einen regen Wechsel in seiner Bedeutung. So gab es Dynastien, in denen „Siegler des Königs“ nur noch eine reine Rangbezeichnung ohne wirkliche exekutive Funktion war. In anderen Dynastien wiederum durfte der Titel nur von den höchsten Beamten aus dem direkten Umfeld des Königs getragen werden.

## Belege
Der Titel ist seit der 1. Dynastie bezeugt. In dieser Zeit wurde er nur an Prinzen vergeben, was die anfängliche Besonderheit des Titels verdeutlicht. Ein bekannter Titelträger der 1. Dynastie war Hemaka unter König Hor-Den. Hemaka ist bislang der erste altägyptische Beamte, dem dieser Titel sicher nachgewiesen werden kann. Der Titel ist in der gesamten altägyptischen Geschichte, bis in die Spätzeit, belegt.

## Lesung
Zur Lesung des ägyptischen Titels eines „Siegler des Königs“ liegen mehrere Varianten vor. Es gibt zwei Zeichen für das ägyptische Wort „Siegel“ (Gardiner-Liste: S19 und S20), mit denen das Wort „Siegler“ (oder „Siegelträger“) geschrieben werden konnte. Beide Zeichen wurden wohl identisch gelesen und verwendet. Die Lesung von diesen Siegel-Zeichen innerhalb von Beamtentiteln bereitet jedoch Schwierigkeiten, da diese Zeichen vor allem in Titeln nie mit weiteren phonetischen Zeichen kombiniert wurden, während außerhalb der Titel drei Lesungen bezeugt sind: „Chetem“ (Ḫtm), „Sedjau“ (Sḏ3w) und „Djebau“ (Ḏbʾw). Die Herausgeber des Wörterbuches der ägyptischen Sprache ordneten deshalb alle Titel mit den „Siegel“-Zeichen in den letzten Band (Band V) unter „Unlesbares“ (S. 636–639) ein. Aufgrund einer Textstelle auf einer Stele des Mittleren Reiches wurde später die Lesung „Sedjau“ für die Siegelzeichen innerhalb eines Titels bevorzugt. In den letzten Jahren wurden aber Bedenken gegen diese Lesung vorgebracht, weshalb aktuell die Lesung „Chetem“ verbreiteter ist.
In ägyptologischer Literatur finden sich darüber hinaus zwei Lesungen des Wortendes im Titel „Siegler“, einerseits mit einer nominalen w-Endung umschrieben (Ḫtmw = Chetemu), andere Ägyptologen bevorzugen die Endung tj (Ḫtmtj = Chetemti). Henry George Fischer hat die Lesung des Titels untersucht und darauf aufmerksam gemacht, dass der Titel im Plural die Siegler (Ḫtmtjw = Chetemtiu) die Endung tjw verwendet, was die Lesung Chetemti zu belegen scheint. In die gleiche Richtung weist die Schreibung der weiblichen Form des Titels „Sieglerin“ (Ḫtmtt= Chetemtet), der in Hieroglyphen in der Regel mit zwei t-Zeichen geschrieben wird. Bei dem letzten t handelt es sich um die feminine Endung des Wortes, das andere, voranstehende t muss demnach zum eigentlichen Wort gehören.
Interessanterweise steht dem Chetemti-biti kein Chetemti-nesu gegenüber, obwohl dies nach Jochem Kahl, Ludwig David Morenz und Eberhard Otto zu erwarten wäre, da Amtstitel mit dem Anhang nesu besonders im Frühen und Alten Reich häufiger in Gebrauch waren, als Titel, die auf biti endeten. Diese Erwartung gründet auf dem Umstand, dass König Hor-Den (1. Dynastie) den Titel biti („König von Unterägypten“) als komplementäres Gegenstück zu nesut („König von Oberägypten“) eingeführt hatte. Beide Titel bezeichneten den König als solchen in gleichem Maße. Dass Chetemti-biti eben mit biti endet, hat demnach keinerlei geografische Bedeutung und wurde fast ausschließlich als „Siegler des Königs“ ohne „von Unterägypten“ gelesen und verstanden.
Unter den Königen Seth-Peribsen und Sechemib-Perenmaat in der 2. Dynastie änderte sich die Bedeutung von Chetemti-biti kurzweilig, ohne dass die Schreibung verändert wurde. Statt der bislang üblichen Lesung und Deutung als „Siegler des Königs“ wurde die Lesung und Deutung zu „Siegler des Königs von Unterägypten“ erweitert. Dies wurde notwendig, nachdem unter Peribsen und Sechemib während der 2. Dynastie der Titel Chetemti-schemau („Siegler des Königs von Oberägypten“, siehe unten) eingeführt wurde. Bemerkenswert daran ist, dass statt der zu erwartenden Schreibung Chetemti-nesu die Schreibung Chetemti-schemau gewählt wurde. Der Grund hierfür ist unbekannt, könnte aber dem Umstand zugrunde liegen, dass Schemau als heraldisches Wappen von jeher stärker geografisch mit dem Begriff „Oberägypten“ verbunden wurde als nesu (welches ja stärker mit dem Begriff „König“ verknüpft war).

## Funktion
Der Träger des Titels „Siegler des Königs“ genoss in der Frühzeit das Prestige, Handelsgüter, Tauschobjekte und jede Art von königlichem Besitztum als solchen zu kennzeichnen und zu siegeln. Er vertrat somit die königliche Autorität und trug die volle Verantwortung für die tägliche Führung und Strukturierung besonderer Verwaltungseinrichtungen, die dem König direkt unterstanden. Daneben gab es auch Abwandlungen des Titels, die einen speziellen Aufgabenbereich des Sieglers aufzeigten, zum Beispiel der „Siegler der täglichen Fleischrationen“.
Im Verlauf des Alten Reiches wurde „Chetemti-biti“ zu einem reinen Rangtitel, der einen hohen sozialen Rang am Hof, jedoch keine Funktion andeutete. Nur ein kleiner Kreis an hohen Beamten bei Hofe und einige wenige Beamte in der Provinz durften den Titel tragen. Als Rangtitel folgte er in Titelreihen nach „Iri-pat“ („Mitglied der Elite“) und Hatia („Vorderster an Aktion“), jedoch vor Semer-wati („einziger Freund“). In der Ersten Zwischenzeit verlor der Titel diese exklusive Bedeutung und fast jeder Höfling rühmte sich, ein „königlicher Siegler“ zu sein. Zu Beginn des Mittleren Reichs, etwa ab König Mentuhotep II., wurde der Titel jedoch wiederum nur noch an höchste Beamte verliehen. Vor allem im späten Mittleren Reich und der Zweiten Zwischenzeit war der Titel der wichtigste und einzige Rangtitel am Hof und signalisierte, dass ein Beamter zum engsten Kreis höchster Berater des Herrschers gehörte. Neben dem Amtstitel war es in dieser Zeit der einzige andere Titel, den hohe Beamte neben dem König trugen. Der Titel ist weiterhin im Neuen Reich und in der Spätzeit bezeugt, doch scheinen andere Titel wie zum Beispiel „Schreiber des Königs“ wichtiger gewesen zu sein, um eine hohe Hofposition zu belegen.

## Sonderformen

### Siegler des Königs von Oberägypten
Unter den Königen Seth-Peribsen und Sechemib ist der Titel Chetemti-Schemau in zahlreichen Tonsiegelabdrücken belegt. Er stellt das Gegenstück zu Chetemti-biti dar. Der einzige Beamte, dem dieser Titel sicher nachgewiesen werden kann, ist Nebhetep. Unter König Chasechemui gab man den Titel „Chetemti-schemau“ wieder auf.

### Gottessiegler
Im Alten Reich war Chetemu-netjer die Bezeichnung des priesterlichen Balsamierers und ist als Nebentitel der Priesterämter „Hohepriester des Osiris“ und „Hohepriester des Sameref“ belegt. Es bleibt allerdings unsicher, ob mit „Gott“ der König selbst oder eine bestimmte Gottheit gemeint war.